# Gerritsflesch
Gerritsflesch is een buurtschap in de Nederlandse gemeente Apeldoorn. Het maakte tot 1966 deel uit van de gemeente Barneveld en ligt op een uitgestrekte heidevlakte in de omgeving van het voormalige zendstation Radio Kootwijk. De buurtschap ligt aan de Gerritsflesweg ten zuiden van de plaats Radio Kootwijk.
In Gerritsflesch wonen 29 mensen, van wie de meesten de achternaam Bos dragen. Deze inwoners zijn vrijwel allemaal aan elkaar verwant. Vroeger bezat de buurtschap nog twee boerderijen en een molen, maar deze zijn in de loop der tijden verdwenen.
De naam van het plaatsje is ontleend aan een nabijgelegen ven, dat Gerritsflesch wordt genoemd (een oudere naam was Gardersche Flesch) en dat bekendstaat om zijn bijzondere waterflora en -fauna. Het ven werd aan het begin van de twintigste eeuw steeds vaker door recreanten bezocht. Al in 1929 werden de natuurwaarden daardoor zodanig bedreigd dat Staatsbosbeheer moest besluiten het af te sluiten. Tegenwoordig is het ven Gerritsflesch slechts bij excursies toegankelijk voor publiek. Het ven ligt binnen de grenzen van het militaire oefenterrein Harskamp.
De meeste huizen in Gerritsflesch zijn zonder vergunning gebouwd. De overheid heeft de bouw achteraf gelegaliseerd. Tot begin 21e eeuw was er ook een camping, die moest verdwijnen toen het gebied door Staatsbosbeheer als beschermd natuurgebied in ere werd hersteld. In 2002, het laatste jaar waarin de camping bestond, vond er een onopgehelderde reeks caravanbranden plaats.
Stad: Apeldoorn     
Dorpen: Beekbergen · Hoenderloo (deels) · Hoog Soeren · Klarenbeek (deels) · Loenen · Uddel · Ugchelen · Wenum-Wiesel

Buurtschappen: Assel · Beemte Broekland · Engeland · Gerritsflesch · Groenendaal · De Haere · Hoog Buurlo · De Jonas (deels) · De Krim · Lieren ·  Meerveld · Nieuw-Milligen · Oosterhuizen · Radio Kootwijk · Woeste Hoeve

Gelderland: Steden en dorpen in Gelderland      Nederland: Provincies · Gemeenten